# 남오세티야의 코로나19 범유행

다음은 남오세티야의 코로나19 범유행 현황에 대한 설명이다.
코로나19는 2020년 5월 남오세티야에 도달한 것으로 확인되었다.

## 배경
2020년 1월 12일, 세계보건기구(WHO)는 2019년 12월 31일에 WHO에 보고된 중국 후베이성 우한시의 인구 집단에서 코로나19가 호흡기 질환의 원인임을 확인했다.
코로나19가 2003년 사스보다는 치명률이 훨씬 낮지만, 총 사망자 수가 상당할 정도로 감염 경로는 훨씬 컸다.

## 타임라인

### 2020년 3월
남오세티아의 많은 학교와 기업이 3월 20일에 문을 닫았다.

### 2020년 4월
러시아와 조지아 사이의 국경은 4월 5일에 폐쇄되었다.

### 2020년 5월
남오세티아에서 처음 3건의 코로나19 사례가 5월 6일 확인되었다. 사례 중 하나는 4월 20일 남오세티아에 도착한 이후 병원에 격리된 북오세티야 공화국에서 은퇴한 남성이었다. 블라디캅카스의 또 다른 사례는 Suvorov Military School의 14세 학생이었다. 세 번째 사례도 Vladikavkaz에서 나왔지만 자세한 내용은 알려지지 않았다. 그래서 연락처 추적이 수행되었다.

## 반응
남오세티야는 남코카서스의 분쟁 지역으로 러시아와 몇몇 다른 국가에서 독립 국가로 인정했지만 대부분의 국제 행위자들은 조지아의 일부로 간주한다.
대유행 초기에 조지아 정부 고위 관리들은 WHO와 다른 국제기구에 두 이탈 지역에 사는 사람들을 지원할 것을 촉구하였다. 그들은 조지아가이 지역으로의 이동을 차단하지 않을 것이라고 말했다. 압하지야와 달리 남오세티야는 조지아와의 협력을 거부하고 2020년 2월 트빌리시가 통제하는 영토로의 이동을 차단했다. 남오세티아 당국은 러시아와의 국경이 2020년 3월에 폐쇄되었음에도 불구하고 조지아가 아닌 러시아를 통해 입국하지 않는 한 WHO 및 기타 국제기구의 전문가를 인정하지 않았다.
국제위기감시기구에 따르면, 소련 출신의 동료 이탈자들 중 남오세티야는 높은 노인 인구 비율 (17%), 장비가 심각하게 부족한 의료 시설, 적절한 훈련을 받은 의료 전문가의 부족, 러시아로부터 상당한 원조를 조달하며, 이는 일반적으로 지역의 대부분을 필요로 한다.